# Balsamocitrus
Genre
Balsamocitrus est un genre de plantes appartenant à la famille des Rutaceae.

## Liste d'espèces
Selon Catalogue of Life (24 juillet 2017) :
- Balsamocitrus camerunensis Letouzey
- Balsamocitrus dawei Stapf

Selon GRIN (24 juillet 2017) :
- Balsamocitrus camerunensis Letouzey
- Balsamocitrus dawei Stapf

Selon NCBI (24 juillet 2017) :
- Balsamocitrus dawei

Selon The Plant List (24 juillet 2017) :
- Balsamocitrus camerunensis Letouzey
- Balsamocitrus dawei Stapf
- Balsamocitrus gabonensis L.D.Swingle

Selon Tropicos (24 juillet 2017) (Attention liste brute contenant possiblement des synonymes) :
- Balsamocitrus camerunensis Letouzey
- Balsamocitrus chevalieri (Swingle) A. Chev.
- Balsamocitrus dawei Stapf
- Balsamocitrus gabonensis Swingle
- Balsamocitrus paniculata (Schumach. & Thonn.) Swingle